# Mongolia en los Juegos Paralímpicos de Atenas 2004
Mongolia estuvo representada en los Juegos Paralímpicos de Atenas 2004 por tres deportistas, dos hombres y una mujer. El equipo paralímpico mongol no obtuvo ninguna medalla en estos Juegos.